# Casa da Guiné
La Casa da Guiné (Maison de la Guinée) est le nom de la première compagnie coloniale des temps modernes, créée en 1444 à Lagos, sur la côte d'Algarve au Portugal. 
Elle a pour objectif de contrôler le commerce des établissements commerciaux (feitorias) de la côte ouest africaine créés par les marins et marchands sous l'autorité de la couronne portugaise.
À mesure que les découvertes prennent un poids croissant pour le royaume portugais, le siège de la compagnie est déplacé à Lisbonne.
La compagnie change son nom en 1482 à Casa da Guiné e Mina à la suite de la fondation de La Mine. En 1499, la compagnie change son nom de nouveau, et devient la Casa da Índia e da Guiné, à la suite de la création de comptoirs portugais en Inde.
En 1503, l'institution change à nouveau de nom et devient la Casa da India.

## Histoire
Sous l'impulsion du prince Henri le Navigateur (1394-1460), la côte ouest-africaine est explorée par des navigateurs et marchands. Le cap Bojador, autrefois la limite ultime des navigations maritimes, est franchi pour la première fois en 1434 par Gil Eanes.
C'est à partir du port de Lagos en Algarve que partent la plupart de ces expéditions d'exploration et de commerce vers ces terres nouvelles que l'on appelle alors « Guinée ». 
Lorsque les terres découvertes en Afrique se révéleront être de grande taille, on distinguera les régions de « Guinée » et de « la Mine ». Ce premier terme faisant alors référence à la côte ouest-africaine jusqu'au Sierra Leone actuel, le second faisant référence à La Mine, en actuel Ghana.
Lorsque les marchands et navigateurs revenaient de Guinée, les fonctionnaires royaux déchargeaient, inventoriaient et contrôlaient les produits d'outre-mer, monopole de la Couronne, prélevant l'impôt correspondant. Ce n'est qu'après avoir subi ces opérations que les produits pouvaient être transportés vers l'intérieur du pays, ou vers les comptoirs commerciaux des autres pays européens.